# ブルーノ・ボゼット
ブルーノ・ボゼット（Bruno Bozzetto、1938年3月3日 - ）はイタリアのアニメーター、映画監督で、主に政治や風刺を題材とした短編作品を多数制作している。1958年、20歳のときに初の短編アニメ「Tapum! the weapons' story」を制作した。彼の最も有名なキャラクターである「Signor Rossi」という名の不運な小男は、多くの短編アニメに登場し、長編映画3本にも出演している。「Mr. Rossi Looks for Happiness」、「Mr. Rossi's Dreams」、「Mr. Rossi's Vacation」。